# 吹上站 (埼玉縣)
吹上站（日语：／ Fukiage eki */?）是東日本旅客鐵道（JR東日本）和日本貨物鐵道（JR貨物）的鐵路車站，位於埼玉縣鴻巢市吹上本町一丁目。

## 車站結構
本站是一地面車站，站房採跨站式站房設計。站內設有綠色窗口、自動閘機、劃位車票自動售賣機等設備，此外更有Kiosk便利商店、小吃店等店舖。
本站有兩座月台，1號月台是側式月台，2、3號月台則是島式月台設計。

### 月台配置
| 月台 | 路線    | 方向 | 目的地                                                      | 備註              |
| ---- | ------- | ---- | ----------------------------------------------------------- | ----------------- |
| 1、2 | ■高崎線 | 上行 | 大宮、東京、新宿、橫濱方向 （包括■湘南新宿線、■上野東京線） | 2號月台為待避列車 |
| 2、3 | ■高崎線 | 下行 | 熊谷、高崎、前橋方向                                        | 2號月台為待避列車 |

（來源：JR東日本:車站構內圖 （页面存档备份，存于））

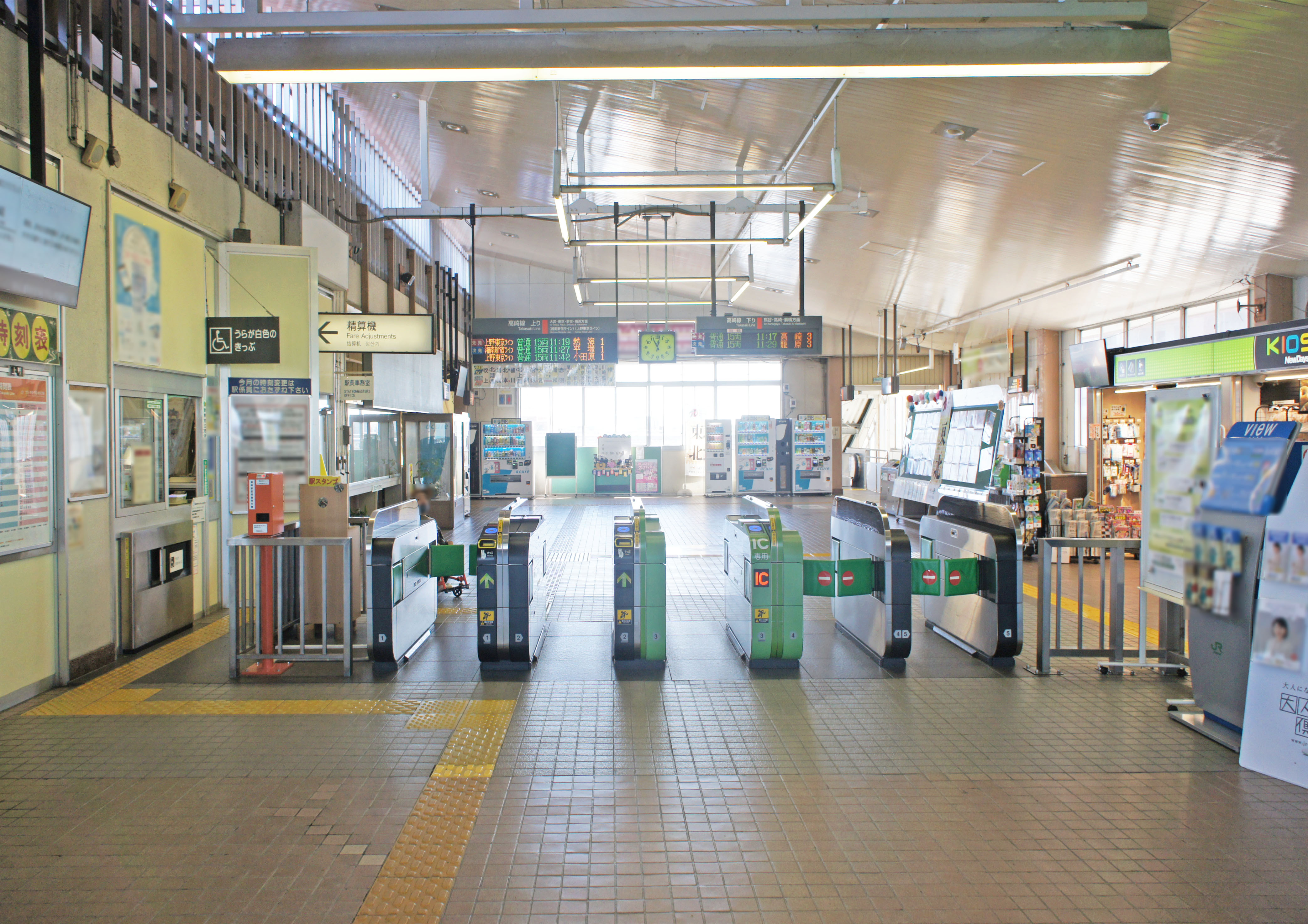
閘口（2021年10月）
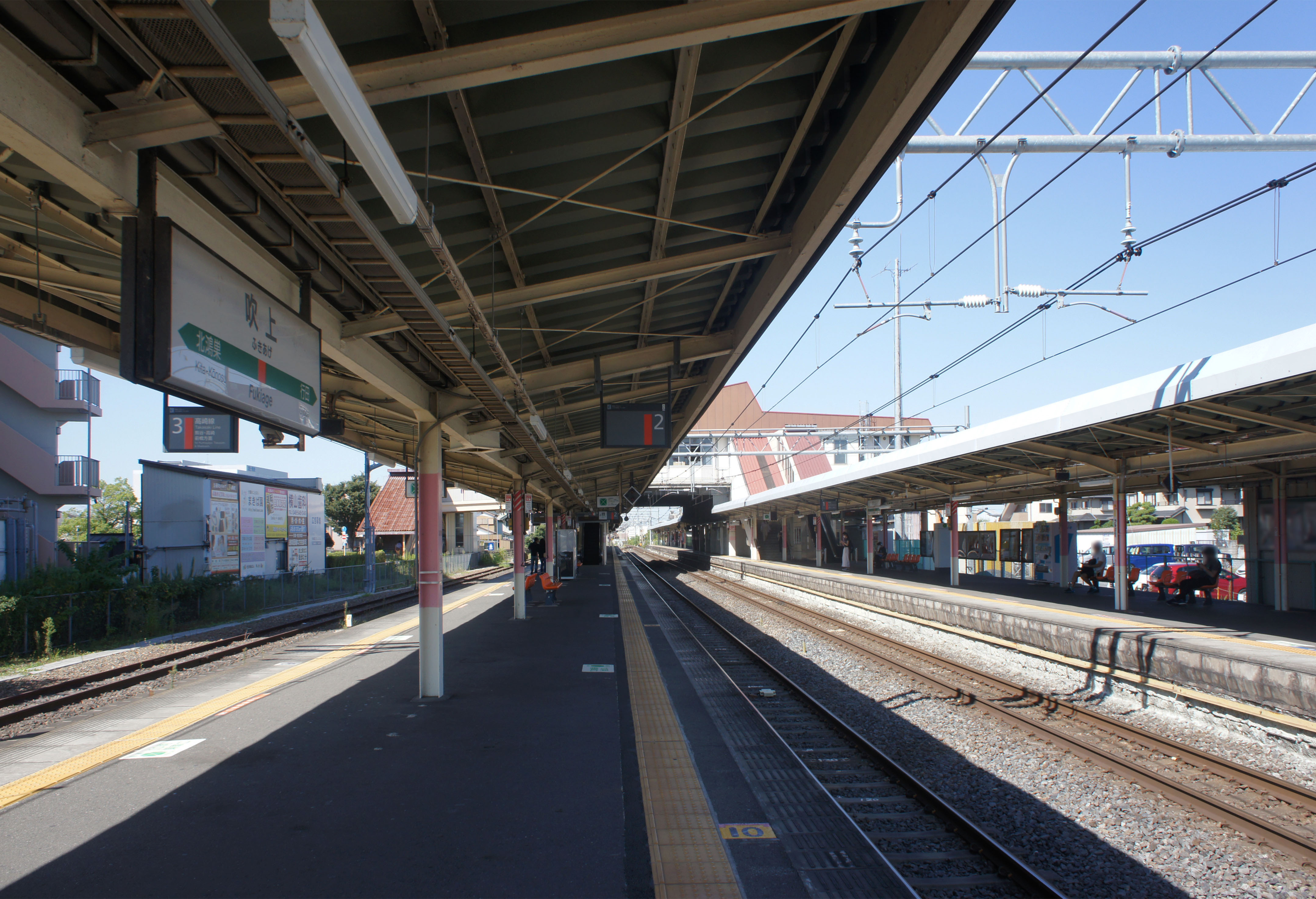
月台（2021年10月）

## 貨運業務
本站原兼營客貨運，國鐵民營化後貨運服務由JR貨物管理。1980年，JR貨物暫停本站大部分貨運服務，只維持自根岸站經本站的關東菱油（新日本石油系，原三菱石油系）專用線至本站附近的吹上油庫的班次。自2002年3月專用線被廢除後，本站不再有定期貨運列車班次停靠，並降格為臨時貨運站。

## 使用情況
2019年（令和元年）度1日平均上車人次為8,899人。
根據JR東日本與埼玉縣統計年鑑，近年1日平均上車人次推移如下表。
| 年度               | 1日平均 上車人次 | 來源     |
| ------------------ | ---------------- | -------- |
| 1990年（平成02年） | 11,089           |          |
| 1991年（平成03年） | 11,527           |          |
| 1992年（平成04年） | 11,469           |          |
| 1993年（平成05年） | 11,499           |          |
| 1994年（平成06年） | 11,494           |          |
| 1995年（平成07年） | 11,365           |          |
| 1996年（平成08年） | 11,335           |          |
| 1997年（平成09年） | 10,943           |          |
| 1998年（平成10年） | 10,673           |          |
| 1999年（平成11年） | 10,412           | [ * 1 ]  |
| 2000年（平成12年） | 10,186           | [ * 2 ]  |
| 2001年（平成13年） | 10,028           | [ * 3 ]  |
| 2002年（平成14年） | 10,013           | [ * 4 ]  |
| 2003年（平成15年） | 10,027           | [ * 5 ]  |
| 2004年（平成16年） | 10,083           | [ * 6 ]  |
| 2005年（平成17年） | 10,173           | [ * 7 ]  |
| 2006年（平成18年） | 10,349           | [ * 8 ]  |
| 2007年（平成19年） | 10,257           | [ * 9 ]  |
| 2008年（平成20年） | 10,157           | [ * 10 ] |
| 2009年（平成21年） | 9,854            | [ * 11 ] |
| 2010年（平成22年） | 9,711            | [ * 12 ] |
| 2011年（平成23年） | 9,528            | [ * 13 ] |
| 2012年（平成24年） | 9,464            | [ * 14 ] |
| 2013年（平成25年） | 9,450            | [ * 15 ] |
| 2014年（平成26年） | 9,164            | [ * 16 ] |
| 2015年（平成27年） | 9,232            | [ * 17 ] |
| 2016年（平成28年） | 9,206            | [ * 18 ] |
| 2017年（平成29年） | 9,146            | [ * 19 ] |
| 2018年（平成30年） | 9,031            | [ * 20 ] |
| 2019年（令和元年） | 8,899            |          |

## 历史
- 1885年（明治18年）3月1日－日本鐵道吹上站開業。
- 1901年（明治34年）6月－忍馬車鐵道（後稱行田馬車鐵道）於本站前設站。
- 1906年（明治39年）11月1日－日本鐵道被國有化，成為日本國鐵的車站。
- 1922年（大正11年）－行田馬車鐵道結業。
- 1980年（昭和55年）8月21日－除自專用線開出的貨運列車外，停止所有貨運業務。
- 1981年（昭和56年）10月20日－站房改建為跨站式站房。
- 1985年（昭和60年）3月14日－停止行李託運服務。
- 1987年（昭和62年）4月1日－國鐵分割民營化，本站由JR東日本和JR貨物接手管理。
- 2001年（平成13年）
  - 11月18日－智能卡系統Suica正式投入服務。
  - 12月1日－湘南新宿線開業。
- 2002年（平成14年）3月23日－廢除所有自本站開出的定期貨運列車班次。

## 相鄰車站
東日本旅客鐵道
■高崎線
■通勤快速、■特別快速、■快速「Urban」
通過
■普通
北鴻巢－吹上－行田

### 使用情況
1. ↑  埼玉県統計年鑑 （页面存档备份，存于） - 埼玉県
2. ↑  統計こうのす （页面存档备份，存于） - 鴻巣市

JR東日本2000年度以後上車人次
1. ↑  各駅の乗車人員（2000年度） （页面存档备份，存于） - JR東日本
2. ↑  各駅の乗車人員（2001年度） （页面存档备份，存于） - JR東日本
3. ↑  各駅の乗車人員（2002年度） （页面存档备份，存于） - JR東日本
4. ↑  各駅の乗車人員（2003年度） （页面存档备份，存于） - JR東日本
5. ↑  各駅の乗車人員（2004年度） （页面存档备份，存于） - JR東日本
6. ↑  各駅の乗車人員（2005年度） （页面存档备份，存于） - JR東日本
7. ↑  各駅の乗車人員（2006年度） （页面存档备份，存于） - JR東日本
8. ↑  各駅の乗車人員（2007年度） （页面存档备份，存于） - JR東日本
9. ↑  各駅の乗車人員（2008年度） （页面存档备份，存于） - JR東日本
10. ↑  各駅の乗車人員（2009年度） （页面存档备份，存于） - JR東日本
11. ↑  各駅の乗車人員（2010年度） （页面存档备份，存于） - JR東日本
12. ↑  各駅の乗車人員（2011年度） （页面存档备份，存于） - JR東日本
13. ↑  各駅の乗車人員（2012年度） （页面存档备份，存于） - JR東日本
14. ↑  各駅の乗車人員（2013年度） （页面存档备份，存于） - JR東日本
15. ↑  各駅の乗車人員（2014年度） （页面存档备份，存于） - JR東日本
16. ↑  各駅の乗車人員（2015年度） （页面存档备份，存于） - JR東日本
17. ↑  各駅の乗車人員（2016年度） （页面存档备份，存于） - JR東日本
18. ↑  各駅の乗車人員（2017年度） （页面存档备份，存于） - JR東日本
19. ↑  各駅の乗車人員（2018年度） （页面存档备份，存于） - JR東日本
20. ↑  各駅の乗車人員（2019年度） （页面存档备份，存于） - JR東日本

埼玉縣統計年鑑
1. ↑  .   [2020-05-16]. （原始内容存档于2020-02-02）.
2. ↑  .   [2020-05-16]. （原始内容存档于2020-02-02）.
3. ↑  .   [2020-05-16]. （原始内容存档于2020-02-02）.
4. ↑  .   [2020-05-16]. （原始内容存档于2020-02-02）.
5. ↑  .   [2020-05-16]. （原始内容存档于2020-02-02）.
6. ↑  .   [2020-05-16]. （原始内容存档于2020-02-02）.
7. ↑  .   [2020-05-16]. （原始内容存档于2020-02-02）.
8. ↑  .   [2020-05-16]. （原始内容存档于2020-02-02）.
9. ↑  .   [2020-05-16]. （原始内容存档于2020-02-02）.
10. ↑  .   [2020-05-16]. （原始内容存档于2020-02-02）.
11. ↑  .   [2020-05-16]. （原始内容存档于2020-02-02）.
12. ↑  .   [2020-05-16]. （原始内容存档于2020-02-02）.
13. ↑  .   [2020-05-16]. （原始内容存档于2020-02-02）.
14. ↑  .   [2020-05-16]. （原始内容存档于2020-02-02）.
15. ↑  .   [2020-05-16]. （原始内容存档于2020-02-02）.
16. ↑  .   [2020-05-16]. （原始内容存档于2020-02-02）.
17. ↑  .   [2020-05-16]. （原始内容存档于2020-02-02）.
18. ↑  .   [2020-05-16]. （原始内容存档于2020-02-02）.
19. ↑  .   [2020-05-16]. （原始内容存档于2020-02-02）.
20. ↑  .   [2020-05-16]. （原始内容存档于2020-03-18）.

## 外部連結
- 車站資訊（吹上）：東日本旅客鐵道